# Кемпо
Кемпо или Кенпо (拳法 - преведено долази као закон песнице) је једна од настаријих борилачких вештина. Претпоставља се да корене вуче из Индије, али потпуни развој доживела је у Кини током више од 1500 година. У самим коренима кемпо је служио примарно као терапеутска и медитативна пракса, да би касније због немирних времена редитељи шаолин храмова постали најпознатији и најцењенији борци кемпо вештине и способности. Из Кине вештина се проширила целим далеким истоком, а у 20. веку и посебно после Другог светског рата и целим светом. 

## Име
Назив кемпо/кенпо настао је из јапанског читања кинеских речи за кванфа (исто куан фа) 拳法, види вушу. Док се у Кини користио старији назив кванфа, у Јапану и на Окинави говорило се кемпо односно кенпо. Током 1930их кемпо је у Јапану заменио новији назив карате, да би се затајило порекло многих јапанских борилачких вештина.

## Кемпо стилови
У новије време постоји више дивергентних стилова кемпа: 
Шоринџи кемпо јер основан од Дошин Соа који је преузео технике шаолина у време кад је живео у Кини, повезао их са џудом и аикидом као традиционалним јапанским вештинама те основао шоринји, који је изворно регистриран као религијска секта. Разлог таквој регистрацији је време и место где се тај систем родио - непосредно после Другог светског рата у Јапану је било забрањено тренирање било какве борилачке вештине (осим полицијских), те је Дошин Со регистровао своју удругу као „борбену религију“. 
Кинески кара но кемпо карате, настао је у првој половини XX. века на Хавајима, од кинеских имигранта. Вилијем Чоу, син једног имигрираног шаолин монаха и једне Хавајанке, научио је од оца борилачке вештине и основао сопствени, данас у САД доста популарни кемпо стил.
Кемпо Ед Паркера или амерички кемпо , је друга позната варијанта кемпа. Његов творац је испекао занат у многим борбима, и основао стил који још и данас шири свој утицај, на класичан амерички начин.
Шаолин кемпо карате, оснивач Фред Вилери, комбинује карате, џијуџицу, бокс и класичне кинеске борилачке вештине. 
Кемпо белог тигра, оснивачи Том Севиано и Џон МекСвини, комбинује карате, класичне кинеске борилачке вештине, бокс, бразилски џијуџицу и рвање. 
Кијоџуте рју кемпо, оснивач Џејмс Метос, комбинује карате, џудо и класичне кинеске борилачке вештине.
Нихон кемпо или нипон кемпо је изворна јапанска варијанта, комбинује карате, аикидо, џудо и џијуџицу. 
Кемпо кај, варијанта традиционалног јапанског каратеа. 
Многе јапанске самурајске борилачке вештине укључују текнике које се скупно називају кемпо или кенпо. Реч је углавном о техникама ударања руком и ногом те кориштењу тела као оружја.